# Якубув (Єнджейовський повіт)
Якубув (пол. Jakubów) — село в Польщі, у гміні Імельно Єнджейовського повіту Свентокшиського воєводства.
Населення — 301 особа (2011).
У 1975-1998 роках село належало до Келецького воєводства.

## Демографія
Демографічна структура на день 31 березня 2011 року:
|          | Загалом | Допрацездатний вік | Працездатний вік | Постпрацездатний вік |
| -------- | ------- | ------------------ | ---------------- | -------------------- |
| Чоловіки | 147     | 40                 | 91               | 16                   |
| Жінки    | 154     | 24                 | 85               | 45                   |
| Разом    | 301     | 64                 | 176              | 61                   |